# Thomas Lindemann (Autor)
Thomas Lindemann (* 1972 in Hamburg) ist ein deutscher Autor, Redakteur und Musiker. Gemeinsam mit seiner Frau Julia Heilmann schrieb er die Bestseller Kinderkacke und Quengelzone.

## Leben
Thomas Lindemann schloss an der Universität Hamburg erfolgreich ein Psychologiestudium ab. Danach arbeitete er als freier Journalist und schrieb für verschiedene Magazine und Zeitschriften wie Jetzt, Stern und die Frankfurter Allgemeine Sonntagszeitung.  Von 2006 bis 2011 war er Feuilletonredakteur der überregionalen Tageszeitung Die Welt. In dieser Funktion hat er als einer der ersten Journalisten im klassischen Feuilleton einer Zeitung über Computerspiele geschrieben. 2010 erschien das gemeinsam mit Julia Heilmann geschriebene Buch Kinderkacke welches monatelang in den Spiegel-Bestsellerliste stand. In diesem und ihren folgenden Büchern beschreiben die zwei Autoren in humoriger Weise ihr Leben mit Kindern. Jeweils nicht ohne kritische Untertöne, dass dieses nicht nur Schönes bietet, die Beziehung dadurch belastet wird und auch darauf, dass viele heutige speziell auf Kinder ausgerichtete Konsumangebote bestenfalls unnötig sind. Im Jahr 2016 erschien von ihm ein Band mit Reportagen über Berlin-Neukölln, in dem er das Image dieses Stadtteils als „Problemkiez“ untersucht und verschiedenste Persönlichkeiten begleitet, darunter Sozialarbeiter, Künstler, einen Karate-Trainer, aber auch einen Salafisten etc.
Lindemann lebt mit seiner Frau und drei gemeinsamen Kindern in Berlin-Neukölln. Er spielt Keyboard in der Berliner Band Leather Report.

## Werke
- Kinderkacke. Hoffmann und Campe, Hamburg 2010, ISBN 978-3-455-50150-6.
- Babybeschiss, Hoffmann und Campe, 2011, ISBN 978-3-455-50220-6.

unter anderem Titel: Quengelzone, Goldmann, 2012, ISBN 978-3-442-15734-1.
- Alle Eltern können schlafen lernen, Atlantik, 2014, ISBN 978-3-455-70001-5.
- Keine Angst, hier gibt’s auch Deutsche. Berlin-Verlag, Berlin 2016, ISBN 978-3-8270-1312-5.